# Dilophotriche
Dilophotriche (C.E.Hubb.) Jacq.-Fel. é um género botânico pertencente à família Panicoideae, subfamília Pooideae, tribo Arundinelleae.
As espécies do gênero ocorrem na África.

## Espécies
- Dilophotriche occidentalis Jacq.-Fél.
- Dilophotriche pobeguinii Jacq.-Fél.
- Dilophotriche purpurea (C.E. Hubb.) Jacq.-Fél.
- Dilophotriche tristachyoides (Trin.) Jacq.-Fél.
- Dilophotriche tuberculata (Stapf) Jacq.-Fél.